# 李子園駅
座標: 北緯31度16分14秒 東経121度23分08秒 / 北緯31.27056度 東経121.38556度
李子園駅（りしえんえき、中文表記: 李子园站）は中華人民共和国上海市普陀区真如鎮真南路に位置する上海地下鉄11号線の駅。

## 概要
計画段階では真南路駅（真南路站）と呼ばれていた。

## 駅構造
島式ホーム1面2線の地下駅。ホームドア設置。
| 地下       |                                        |
|            | ←■11号線江蘇路方面（上海西站）         |
| 島式ホーム |                                        |
|            | →■11号線嘉定北・安亭方面（祁連山路駅） |

## 駅出口
- 1号出口 - 真南路北側、同済大学西
- 2号出口 - 交通路西側、真南路南
- 3号出口 - 真南路南側、2号出口西

## 駅周辺
- 同済大学

## 歴史
- 2009年12月31日 - 開業。

## 路線バス
- 62路、117路、212路、517路、562路、708路、727路、742路、744路、750路、838路、859路、937路
- 滬唐専線
- 北嘉専線

## 隣の駅
上海地下鉄
■11号線
上海西站駅 - 李子園駅 - 祁連山路駅